# (38480) 1999 TL99
1999 TL99 (asteroide 38480) é um asteroide da cintura principal. Possui uma excentricidade de 0.14092570 e uma inclinação de 12.60767º.
Este asteroide foi descoberto no dia 2 de outubro de 1999 por LINEAR em Socorro.